# Jaciment tipus
En arqueologia, un jaciment tipus és un jaciment representatiu d'una època o cultura arqueològica particular o una altra unitat tipològica, que sovint rep el seu nom. Per exemple, els descobriments a La Tène i Hallstatt van portar els estudiosos a dividir l'Edat del Ferro Europea en la cultura de La Tène i la cultura de Hallstatt, que porta el nom dels seus respectius jaciments tipus.
El concepte és similar a les localitats tipus en geologia i als exemplars tipus en biologia.

## Jaciments tipus notables

### Àsia oriental
- Banpo (cultura de Yangshao, cultura de Yangshao neolítica, Xina)
- Ciutat de Liangzhu, prop de Hangzhou (cultura de Liangzhu, neolític, Xina)
- Songguk-ri (cultura mitjana Mumun, sud de Corea)
- Clúster de forns de Suemura -- Kilns of Sue ware w:ja:須恵器(Període Kofun mitjà i final, Osaka, Japó)
- Clúster de forns Sanage —Kilns de Green Glazed Ware w:ja:緑釉陶器i Ash Glazed Ware w:ja:灰釉陶器(període Nara i Heian, prefectura d'Aichi, Japó)

### Europa
- una terrassa fluvial del riu Somme (Abbeville, França), de la cultura abbevilliana
- Aurinhac (Alta Garona, França), de la cultura aurignaciana
- Hallstatt (Salzkammergut, Àustria), de la cultura Hallstatt
- La Tène, Neuchâtel, Suïssa, de la cultura de La Tène
- Vinča, Belgrad, Sèrbia, de la cultura de Vinča
- Abri de la Madeleine (Dordogne, França), de la cultura magdaleniana
- Lo Moustièr (Dordonya, França), de la cultura mousteriana
- Saint-Acheul (prop d'Amiens, França), de la cultura acheuliana
- Butmir (prop de Sarajevo, Bòsnia-Hercegovina), de la cultura Butmir

### Mesoamèrica
- Uaxactun (civilització maia, departament de Peten, Guatemala)
- Dzibilchaltún (civilització maia, nord de Yucatán, Mèxic)
- Monte Albán (civilització zapoteca, Oaxaca, Mèxic)

### Pròxim Orient
- Digues a Halaf, Síria, per la cultura d'Halaf
- Digues a Hassuna, Iraq, per la cultura Hassuna-Samarra
- Jemdet Nasr, Iraq, per al període Jemdet Nasr
- Tell al-Ubaid, Iraq, per al període Obeid
- Uruk, Iraq, per al període d'Uruk

### Amèrica del Nord
- Folsom, Nou Mèxic (cultura Folsom), Estats Units
- Clovis, Nou Mèxic (cultura Clovis), Estats Units: generalment acceptat com el lloc tipus d'una de les primeres cultures humanes d'Amèrica del Nord
- Comtat de La Plata, Colorado (període Basketmaker II de la cultura Anasazi), Estats Units
- Barton Gulch de la cultura paleoíndia Blackwater Draw
- Adena Mound (cultura Adena), Estats Units
- Borax Lake Site, per a dues de les primeres tradicions culturals de Califòrnia: el Post Pattern i el Borax Lake Pattern.

### Oceania
- Nova Caledònia, de la cultura Lapita.

### Sud Asiàtic
- Kot Diji (civilització pre-harapaniana, Pakistan)
- Harappa (civilització de la vall de l'Indus, Punjab, nord-est del Pakistan)